# Felix (Espanha)
Felix é um município da Espanha 
na província de Almería, comunidade autónoma da Andaluzia, de área 81 km² com população de 654 habitantes (2009) e densidade populacional de 8,07 hab/km².

## Demografia
| Variação demográfica do município entre 1991 e 2008 | Variação demográfica do município entre 1991 e 2008 | Variação demográfica do município entre 1991 e 2008 | Variação demográfica do município entre 1991 e 2008 | Variação demográfica do município entre 1991 e 2008 |
| --------------------------------------------------- | --------------------------------------------------- | --------------------------------------------------- | --------------------------------------------------- | --------------------------------------------------- |
| 1991                                                | 1996                                                | 2001                                                | 2004                                                | 2008                                                |
| 616                                                 | 562                                                 | 562                                                 | 564                                                 | 675                                                 |